# Aeroportul Welkom
Aeroportul Welkom (IATA: WEL, ICAO: FAWM) este un aeroport din Provincia Free State, Africa de Sud.
Situat la o altitudine de 1.340 m, aeroportul dispune de o singură pistă.